# 粉碎
粉碎是化工生产中一种单元操作，是一种纯机械过程的操作，对于体积过大不适宜使用的固体原料或不符合要求的半成品，要进行加工使其变小，这个过程就叫粉碎，粉碎主要有两种方式：
1. 破碎，使大块物料简单地变成小块，大多数原料在应用之前都需要破碎，但有的原料则是越大越好，不能破碎，如高炉使用的焦碳，块越大越容易通风。
2. 磨碎，要将原料研磨成非常细小的颗粒，制造陶瓷用的高岭土，用于沸腾床或洗选的煤，水泥成品等，磨碎根据工艺要求有干磨和湿磨两种方法，干磨粉尘较大，湿磨不容易磨碎，需要较长的时间。